# Phyllonorycter pastorella
Phyllonorycter pastorella là một loài bướm đêm thuộc họ Gracillariidae. Nó được tìm thấy ở khắp châu Âu, ngoại trừ British Isles, Hy Lạp và the Mediterranean Islands.
Sải cánh dài 8-9.5 mm.
Ấu trùng ăn Populus alba, Populus nigra, Salix alba, Salix babylonica, Salix fragilis, Salix lanata, Salix pentandra, Salix purpurea, Salix x sepulcralis, Salix triandra và Salix viminalis. Chúng ăn lá nơi chúng làm tổ. They create a large, lower-surface tentiform mine with one sharp fold. Pupation takes place withtrong mine in a cocoon. The frass is deposited trong opposite corner of the mine.